# Émetteur de la Rhune

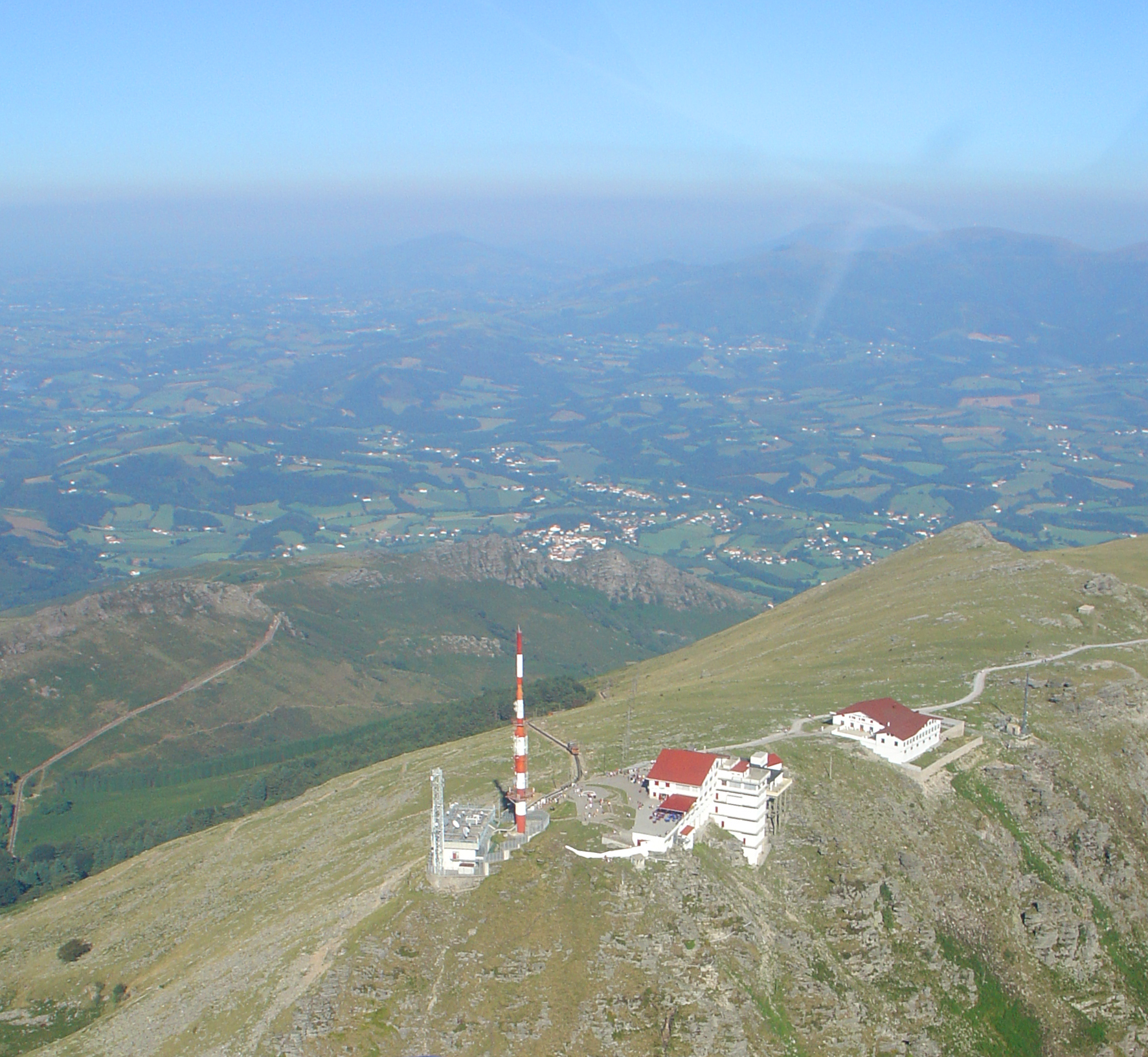
Émetteur de la Rhune

L'émetteur de la Rhune est un équipement permettant la diffusion de la TNT, la FM et le DAB+ installé au sommet de la Rhune à 4 km d'Ascain et à  20 km de Bayonne, dans les Pyrénées-Atlantiques; haut de 58 mètres, l'antenne principale est atteinte de 900 mètres d'altitude et dessert tout le Pays basque.

## Constitution
Le site entier est exploité par l'opérateur TDF et est composé de 5 installations :
- un pylône autostable de 35 mètres de haut diffuse les chaînes de la TNT ainsi que des ondes pour la téléphonie mobile et la radiomessagerie ;
- un pylône autostable de 58 mètres de haut dispose de 6 émetteurs et de relais pour le haut débit, les faisceaux hertziens et les communications mobiles privées ;
- un pylône autostable de 15 mètres de haut qui n'accueille qu'un émetteur FM/DAB+ ;
- un local qui permet les transmissions d'Orange et de TDF ;
- un bâtiment regroupant les émetteurs qui permet des liaisons en PMR.

## Incendie
Durant la nuit du 7 au 8 octobre 1999, un incendie d'origine criminelle a ravagé quelques émetteurs. Seul l'intérieur du bâtiment des émetteurs a été touché, aucune trace d'incendie n'a été constaté à l'extérieur et une ouverture de la taille d'un homme a été découverte sur les barbelés. Le Pays basque ne recevait plus de radio et de télévision pendant une semaine environ ainsi que les ondes de SFR, Bouygues Telecom et Itineris ont été perturbés.

## Télévision

### TNT[1]
En plus de la TNT française, l'émetteur de la Rhune émet, sur un multiplex R15, les chaînes de l'Euskal Telebista (ETB).
Voir multiplex R15 en bas du tableau*
| LCN               | Chaîne                                                               | Canal | Multiplex | Puissance (PAR) | Diffuseur |
| ----------------- | -------------------------------------------------------------------- | ----- | --------- | --------------- | --------- |
| 2 3 4 16 30       | France 2 France 3 Euskal Herri-Pays Basque France 4 France Info TVPI | R1    | 42H       | 25 kW           | TDF       |
| 12 13 14 17 18 19 | Gulli BFM TV CNews CStar T18 Novo 19 (à partir du 1er septembre)     | R2    | 46H       | 25 kW           | TDF       |
| 5 6 7 9 22 26     | France 5 M6 Arte W9 6ter Paris Première                              | R4    | 39H       | 25 kW           | TDF       |
| 1 8 10 11 15      | TF1 LCP-AN/Public Sénat TMC TFX LCI                                  | R6    | 30H       | 25 kW           | TDF       |
| 20 21 23 24 25    | TF1 Séries Films L'Equipe RMC Story RMC Découverte Chérie 25         | R7    | 43H       | 25 kW           | TDF       |
| 52                | France 2 UHD                                                         | R9    | 25H       | 25 kW           | TDF       |
| 800 801 803 804   | ETB 1 ETB 2 ETB 3 ETB 4                                              | *R15  | 33H       | 1 kW            | TDF       |

## Radio

### FM
| Fréquence | Station                | RDS (PS) |
| --------- | ---------------------- | -------- |
| 87.6      | Skyrock                | SKYROCK_ |
| 89.0      | France Inter           | __INTER_ |
| 89.4      | RFM Pays-Basque        | _RFM____ |
| 90.5      | Gure Irratia           | GURE_IR_ |
| 92.7      | France Musique         | _MUSIQUE |
| 96.1      | France Culture         | _CULTURE |
| 96.8      | Lapurdi Irratia        | LAPURDI_ |
| 97.7      | Europe 2 Sud Aquitaine | EUROPE 2 |
| 98.3      | Radio Bonne Humeur     | _R.B.H._ |
| 99.0      | RTL2 Sud Aquitaine     | __RTL2__ |
| 99.4      | RBN                    | _R_B_N__ |
| 100.5     | ici Gascogne           | ICIGASCO |
| 100.9     | NRJ Bayonne            | __NRJ___ |
| 101.3     | ici Pays Basque        | ICIBASQU |
| 101.7     | Europe 1               | EUROPE 1 |
| 103.9     | Sud Radio              | SUDRADIO |
| 104.3     | RMC                    | _RMC____ |
| 105.1     | RTL                    | ___RTL__ |
| 105.1     | France Info            | __INFO__ |
| 107.7     | Radio Vinci Autoroutes | r_107.7_ |

### DAB+
| Fréquence      | Station | Affichage court/long | Multiplex     |
| -------------- | --- | --- | ------------- |
| 5B 176.640MHz  | M1 : - Air Zen - Chérie FM - Fun Radio DAB+ - Latina - M Radio - Nostalgie - NRJ - Radio Classique - Rire & Chansons - RTL DAB+ - RTL2 DAB+ - Skyrock - Skyrock Klassiks | ? | Métropolitain |
| 5C 178.352MHz  | M2 : - BFM Business - BFM Radio - Europe 1 - Europe 2 - FIP - France Culture - France Info - France Inter - France Musique - KTO Radio - Mouv' - RFM - RMC               | ? | Métropolitain |
| 8B 197.648MHz  | 100% Ado Chante France Crooner Radio Euskal Irratia Ici Pays basque Lapurdi Irratia Melody Oüi FM Radio Mediabask Radio Nova Sud Radio TSF Jazz                          | 100% ADO dab+ CHANTE FRANCE CROONER RADIO Euskal Irratia ICI PAYS BASQUE Lapurdi Irratia MELODY OÜI FM dab+ Mediabask NOVA SUDRADIO TSF Jazz | Etendu        |
| 10D 215.072MHz | Chérie FM Côte Basque Gure Irratia Inside Kultura Antxeta Irratia NRJ Côte Basque Pyrénées FM Radio Bonne Humeur FG. Radio Orient RBN Surf FM + Wit FM                   | ? | Local         |

## Téléphonie mobile
| Opérateur        | 2G  | 3G  | 4G  | FH  |
| ---------------- | --- | --- | --- | --- |
| Orange           | Oui | Oui | Oui | Oui |
| SFR              | Oui | Oui | Oui | Oui |
| Bouygues Telecom | Oui | Oui | Oui | Oui |
| Free             | Oui | Oui | Oui | Oui |

## Autres transmissions

### Depuis le pylône haut de 35 mètres
- E*Message[3] (opérateur de radiomessagerie) : RMU-POCSAG

### Depuis le pylône haut de 58 mètres
- Conseil départemental des Pyrénées-Atlantiques (pour le haut débit) : Boucle locale radio de 3 GHz
- Nomotech[4] : Faisceau hertzien
- PMR

### Depuis le local technique
- Orange : faisceau hertzien
- TDF : faisceau hertzien

### Depuis le bâtiment
- PMR

## Photos du site
- Sur tvignaud (consulté le 27 avril 2017).
- Sur annuaireradio.fr (consulté le 27 avril 2017).